# Lúčky (district de Ružomberok)
Lúčky (hongrois : Lucski) est un village de Slovaquie situé dans la région de Žilina.

## Histoire
La première mention écrite du village date de 1287.

## Démographie

### Évolution de la population
| Année:               | 1994. | 2004.   | 2014.   | 2024.    |
| -------------------- | ----- | ------- | ------- | -------- |
| Nombre de personnes: | 1720  | 1736    | 1818    | 1576     |
| Différence:          |       | +0,93 % | +4,72 % | -13,31 % |

| Année:               | 2023. | 2024.   |
| -------------------- | ----- | ------- |
| Nombre de personnes: | 1597  | 1576    |
| Différence:          |       | -1,31 % |